# Меховиці-Малі
Меховиці-Малі (пол. Miechowice Małe) — село в Польщі, у гміні Ветшиховиці Тарновського повіту Малопольського воєводства.
Населення — 506 осіб (2011).
У 1975-1998 роках село належало до Тарновського воєводства.

## Демографія
Демографічна структура станом на 31 березня 2011 року:
|          | Загалом | Допрацездатний вік | Працездатний вік | Постпрацездатний вік |
| -------- | ------- | ------------------ | ---------------- | -------------------- |
| Чоловіки | 253     | 52                 | 176              | 25                   |
| Жінки    | 253     | 56                 | 137              | 60                   |
| Разом    | 506     | 108                | 313              | 85                   |